# Jacques Schmidt
Pour les articles homonymes, voir Schmidt.

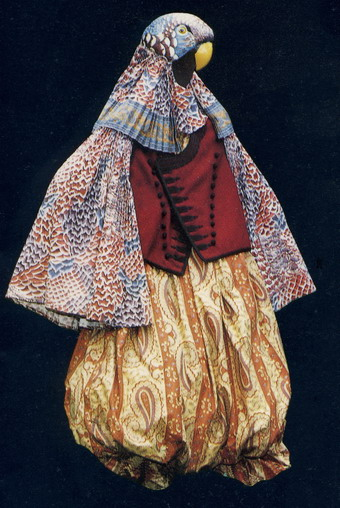
Costume pour Les Oiseaux d'Aristophane en 1985.

Jacques Schmidt est un costumier de théâtre français né le 16 mars 1933 à Briançon (Hautes-Alpes) et mort le 8 septembre 1996 à Paris.
En août 1952, il participe à la représentation des Perses par le Groupe de théâtre antique de la Sorbonne à Fribourg-en-Brisgau.
De 1960 à sa mort, en 1996, il a créé les costumes de plus de cent spectacles, collaborant régulièrement avec Antoine Bourseiller, Patrice Chéreau, et Roger Planchon.
Il est l'un des quatre membres de l'équipe constituée de Patrice Chéreau, metteur en scène, de Pierre Boulez, chef d'orchestre, et de Richard Peduzzi, décorateur, qui a donné L'Anneau du Nibelung de Richard Wagner pour le « Ring du centenaire » (1976 à 1980) au Festival de Bayreuth.

## Distinctions
Jacques Schmidt a reçu le Molière du créateur de costumes en 1988 pour George Dandin (mise en scène de Roger Planchon) et en 1989 pour Hamlet (mise en scène de Patrice Chéreau).
Il fut nommé Chevalier des Arts et Lettres.